# Bayoraju
El nevado Bayoraju es uno de los cuatro picos del macizo nevado Paccharaju, ubicado en la Cordillera Blanca que forma parte de los Andes peruanos. Su extensión comprende las provincias de Asunción y Carhuaz. Alcanza su máxima elevación a los 5.460 m s. n. m.

## Oronimia
Una posible precedencia es de las voces quechuas wayu → bayo ( colgante); y de rahu → raju ( nieve)

## Referencias

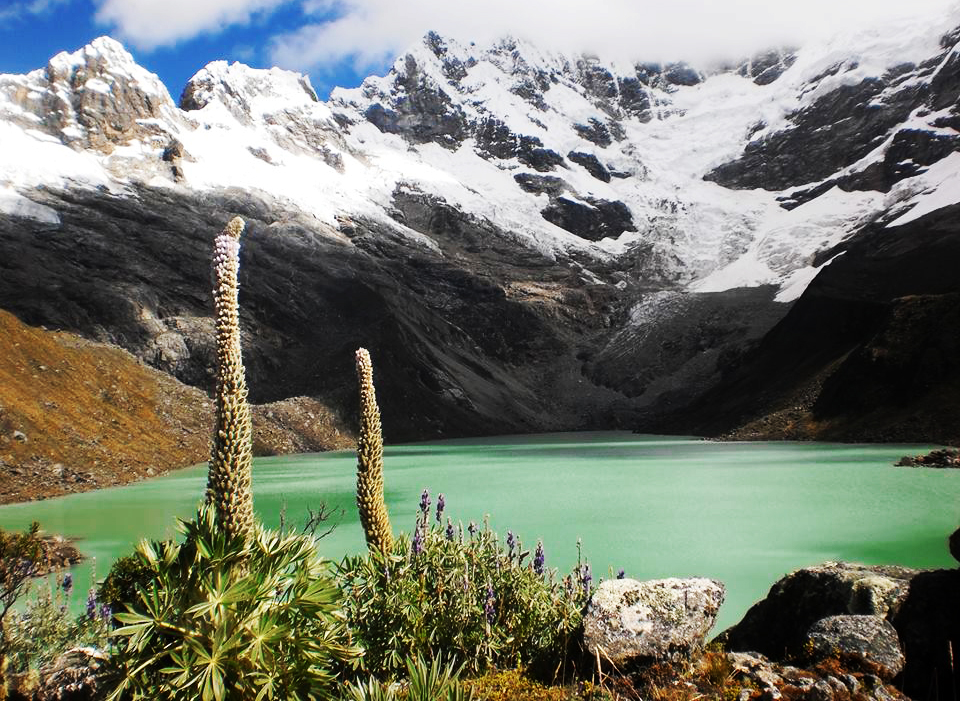
Laguna Allicocha, ubicada en las faldas del nevado.